# Villenoy
Villenoy est une commune française située dans le département de Seine-et-Marne en région Île-de-France.

## Géographie

### Localisation
Villenoy est située à 3 km au sud-ouest de Meaux.
| Chauconin-Neufmontiers |                    | Meaux             |
| Trilbardou             | Villenoy           |                   |
| Vignely                | Isles-lès-Villenoy | Mareuil-lès-Meaux |

### Géologie et relief
La commune est classée en zone de sismicité 1, correspondant à une sismicité très faible.

### Hydrographie

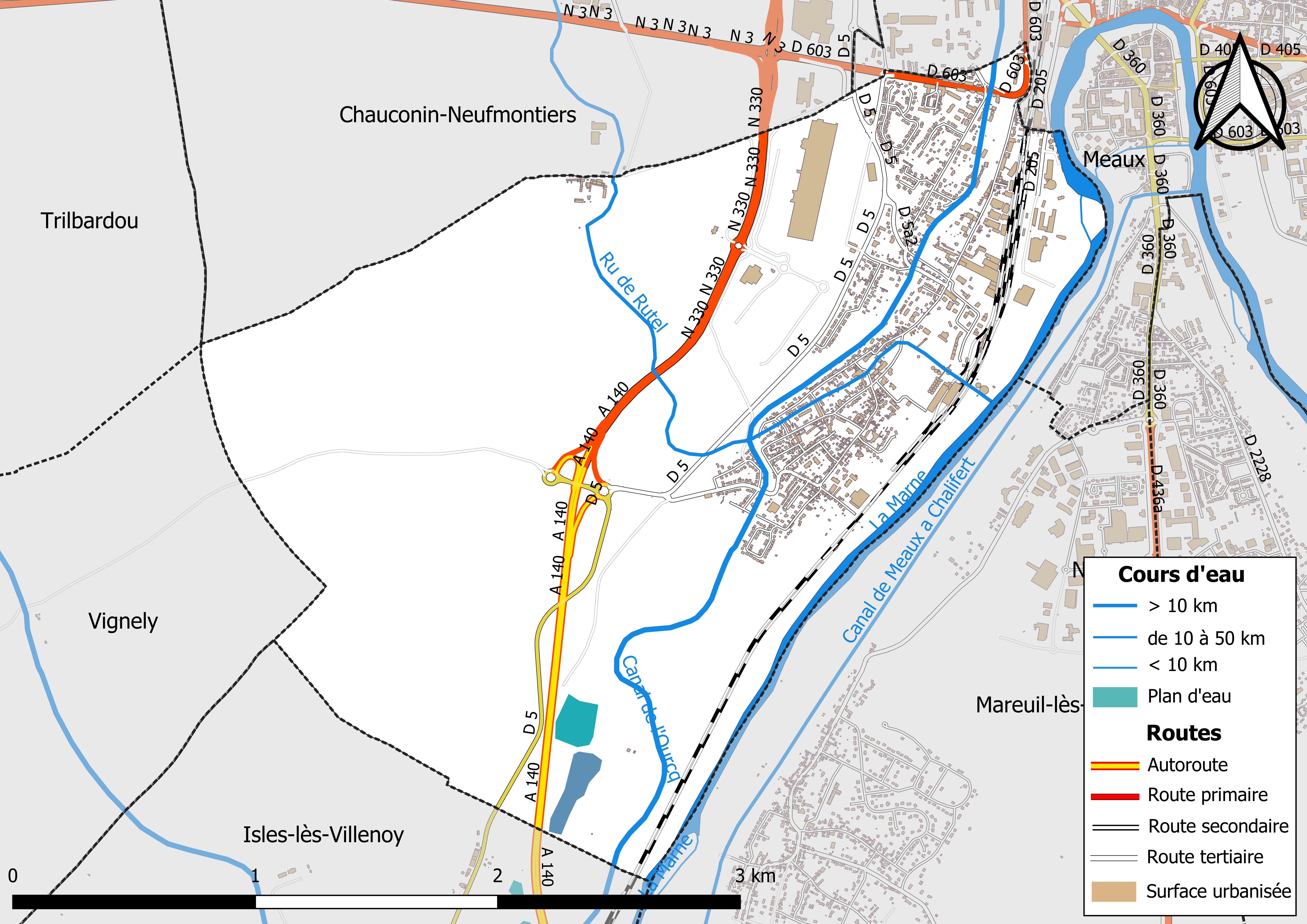
Carte des réseaux hydrographique et routier de Villenoy.

Le réseau hydrographique de la commune se compose de quatre cours d'eau référencés :
- la rivière la Marne, longue de 514,26 km[2], principal affluent de la Seine, en bordure sud-est de la commune, ainsi que :
  - un bras de 0,31 km[3] ;
- le canal de l'Ourcq ;
- le ru de Rutel, long de 12,56 km[4].

Le canal Cornillon, long de 570 mètres, coupe le méandre de la Marne entre Villenoy et Meaux.
La longueur totale des cours d'eau sur la commune est de 7,98 km.

### Climat
Pour des articles plus généraux, voir Climat de l'Île-de-France et Climat de Seine-et-Marne.
En 2010, le climat de la commune est de type climat océanique dégradé des plaines du Centre et du Nord, selon une étude du CNRS s'appuyant sur une série de données couvrant la période 1971-2000. En 2020, Météo-France publie une typologie des climats de la France métropolitaine dans laquelle la commune est exposée à un climat océanique altéré et est dans la région climatique Nord-est du bassin Parisien, caractérisée par un ensoleillement médiocre, une pluviométrie moyenne régulièrement répartie au cours de l’année et un hiver froid (3 °C).
Pour la période 1971-2000, la température annuelle moyenne est de 11,2 °C, avec une amplitude thermique annuelle de 14,8 °C. Le cumul annuel moyen de précipitations est de 717 mm, avec 11,1 jours de précipitations en janvier et 7,9 jours en juillet. Pour la période 1991-2020, la température moyenne annuelle observée sur la station météorologique la plus proche, située sur la commune de Changis-sur-Marne à 12 km à vol d'oiseau, est de 11,9 °C et le cumul annuel moyen de précipitations est de 710,1 mm,. Pour l'avenir, les paramètres climatiques de la commune estimés pour 2050 selon différents scénarios d'émission de gaz à effet de serre sont consultables sur un site dédié publié par Météo-France en novembre 2022.

### Milieux naturels et biodiversité
Aucun espace naturel présentant un intérêt patrimonial n'est recensé sur la commune dans l'inventaire national du patrimoine naturel,,.

## Urbanisme

### Typologie
Au 1er janvier 2024, Villenoy est catégorisée grand centre urbain, selon la nouvelle grille communale de densité à sept niveaux définie par l'Insee en 2022.
Elle appartient à l'unité urbaine de Meaux, une agglomération intra-départementale regroupant sept  communes, dont elle est une commune de la banlieue,,. Par ailleurs la commune fait partie de l'aire d'attraction de Paris, dont elle est une commune d'un pôle secondaire,. Cette aire regroupe 1 929 communes,.

### Lieux-dits et écarts
La commune compte 81 lieux-dits administratifs répertoriés consultables ici dont Rutel, les Raguins (source : le fichier Fantoir).

### Occupation des sols
L'occupation des sols de la commune, telle qu'elle ressort de la base de données européenne d’occupation biophysique des sols Corine Land Cover (CLC), est marquée par l'importance des territoires agricoles (63 % en 2018), en diminution par rapport à 1990 (67,3 %). La répartition détaillée en 2018 est la suivante : 
terres arables (54,6 %), zones urbanisées (19,3 %), zones industrielles ou commerciales et réseaux de communication (9,2 %), zones agricoles hétérogènes (8,4 %), milieux à végétation arbustive et/ou herbacée (5,7 %), forêts (1,6 %), espaces verts artificialisés, non agricoles (1,2 %).
Parallèlement, L'Institut Paris Région, agence d'urbanisme de la région Île-de-France, a mis en place un inventaire numérique de l'occupation du sol de l'Île-de-France, dénommé le MOS (Mode d'occupation du sol), actualisé régulièrement depuis sa première édition en 1982. Réalisé à partir de photos aériennes, le Mos distingue les espaces naturels, agricoles et forestiers mais aussi les espaces urbains (habitat, infrastructures, équipements, activités économiques, etc.) selon une classification pouvant aller jusqu'à 81 postes, différente de celle de Corine Land Cover,,. L'Institut met également à disposition des outils permettant de visualiser par photo aérienne l'évolution de l'occupation des sols de la commune entre 1949 et 2018.

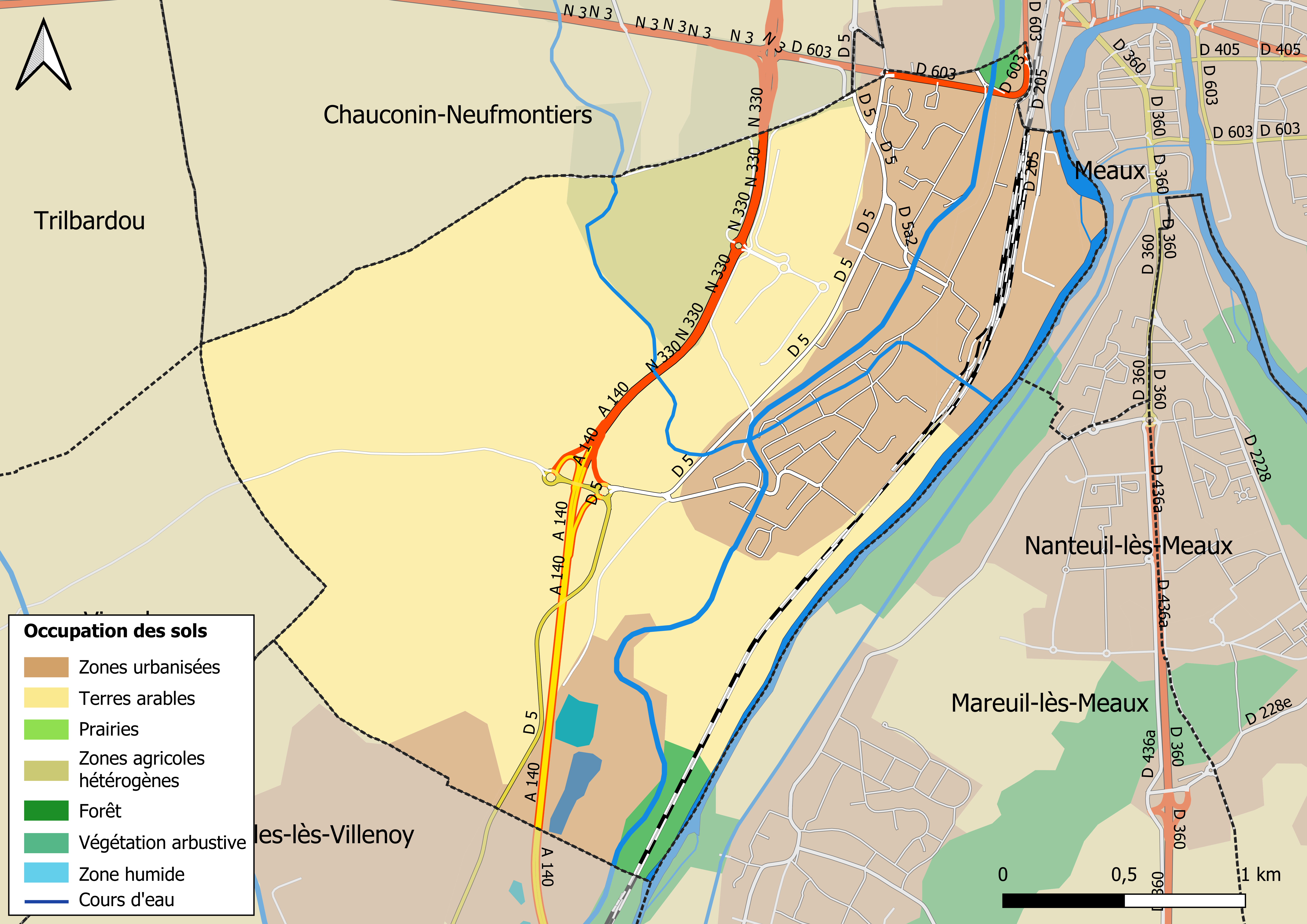
Carte des infrastructures et de l'occupation des sols en 2018 (CLC) de la commune.
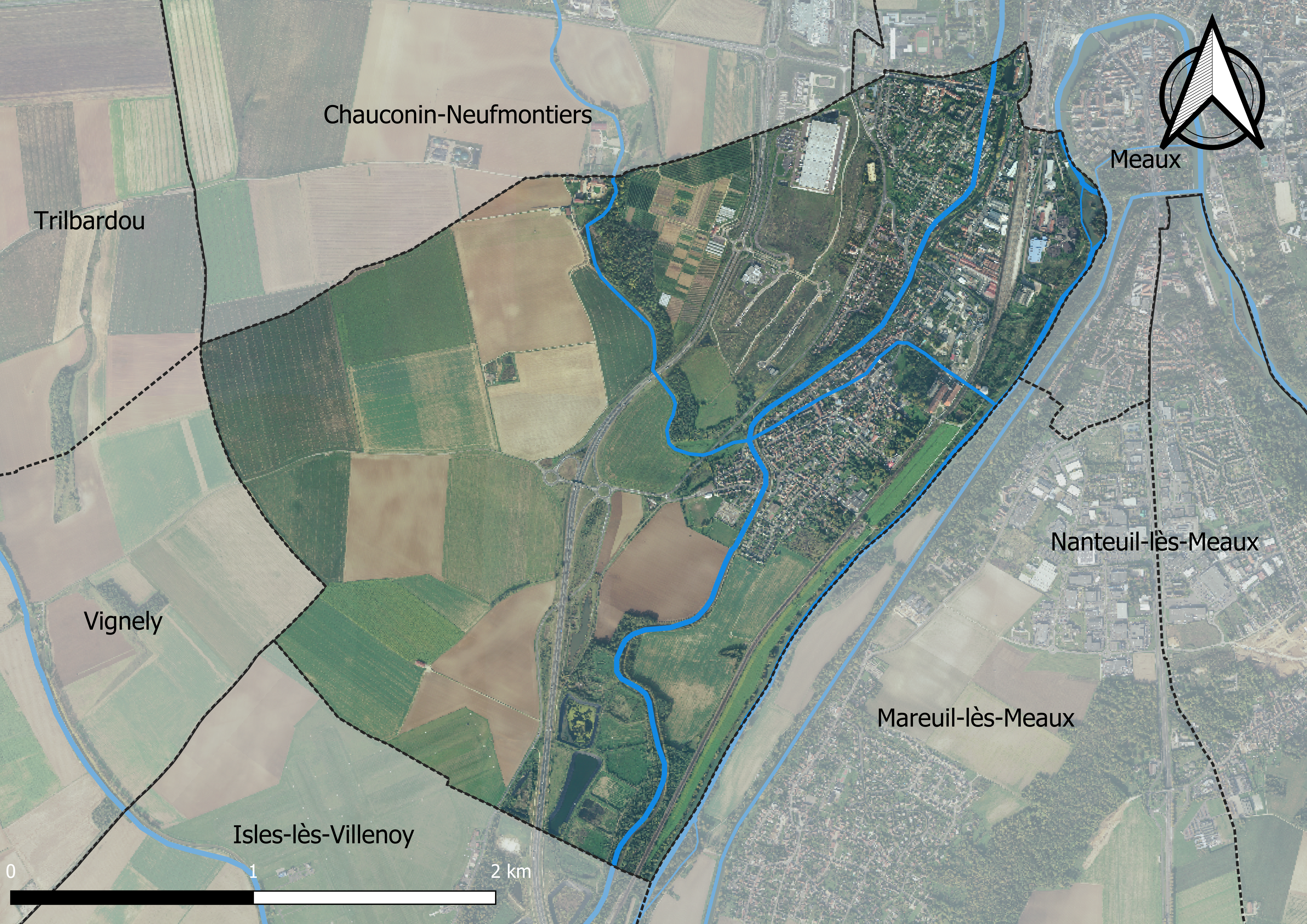
Carte orhophotogrammétrique de la commune.

### Planification
La commune, en 2019, avait engagé l'élaboration d'un plan local d'urbanisme intercommunal couvrant le territoire de la communauté de communes des Deux Morin, prescrit le 28 juin 2018, était en élaboration,.

### Logement
En 2016, le nombre total de logements dans la commune était de 
2 101 dont 47 % de maisons et 52,6 % d’appartements.
Parmi ces logements, 91,9 % étaient des résidences principales, 0,6 % des résidences secondaires et 7,6 % des logements vacants.
La part des ménages fiscaux propriétaires de leur résidence principale s’élevait à 57,3 % contre 41,7 % de locataires,, dont 16,9 % de logements HLM loués vides (logements sociaux) et, 1 % logés gratuitement.

### Voies de communication et transports

#### Voies de communication
La route nationale 3 passe au nord de la commune.

#### Transports
La commune est desservie par les lignes D, E et N du réseau de bus Meaux et Ourcq.

## Toponymie
Le nom de la localité est mentionné sous les formes de Willenehi vers 1185 ; Vilenueil en 1265 ; Vile de Vinigli et Venellie au XIIIe siècle ; Villenoil en 1365 ; Viilenoy au XVIIe siècle.

## Histoire
L'origine de Villenoy semble être la création d’un domaine agricole dénommé Villa Nova durant la période gallo-romaine, comme l'atteste la découverte d'un aqueduc datant de cette époque.

### Ancien Régime
Au VIIe siècle, le nom de la commune apparaît pour la première fois dans le testament de Aldegonde de Maubeuge, Villenoy appartenant à cette époque à l'abbaye de Maubeuge. Au XIIe siècle, l’évêque de Meaux crée une cure et une première église est construite. Au XIIe siècle le village est nommé Willenehl. À cette période la commune se compose de quatre fiefs : un fief religieux dépendant de l’abbaye Saint-Faron de Meaux et trois fiefs laïcs (fief des Dormans, fief de Rutel, fief de la Cloche).
Au XIVe siècle, ces fiefs laïcs sont possédés par Jean de Rutel, Simon de Villenoy et Joan Hazard.
Durant la guerre de Cent Ans le village est dévasté par les pillards anglais.
L'auteur de la monographie communale estime que Villenoy fut sans doute touchée par la Jacquerie et des répressions qui s'ensuivirent.
Le nombre de protestants étant important dans la région, le village souffrit des guerres de religion. Il est probable que le massacre de la Saint-Barthélemy eut des échos, car on ne trouve plus de protestants après cette époque.
Au XVIIe siècle les seigneurs et élus de Meaux installent à Villenoy leurs résidences de campagne. En 1648 une nouvelle église, dédiée à sainte Aldegonde, est reconstruite sur les ruines de la précédente.
En 1770, Villenoy comporte quatre hameaux. Les fermes, qui sont installées sur les rives de la Marne et sur le plateau, appartiennent à l’évêché de Meaux, du seigneur de Rocmont et de Rutel alors que les vignerons occupent le hameau de la Cloche situé sur les coteaux.

### Révolution française et Empire
Fin mars, lors de la campagne de France de 1814, quelques petits combats ont été livrés dans la commune, lorsque les Russes firent leur entrée à Meaux. Les combats les plus importants eurent lieu dans le faubourg Cornillon à Meaux,.

### Époque contemporaine
Le général Pelet, inventeur des cartes d'état-major, s'installe à Villenoy en 1823, dans une propriété de sept hectares.
La guerre de 1870 a fait peser sur la commune de lourdes en charges en particulier de fortes réquisitions.
Un développement industriel commence à partir du dernier quart du XIXe siècle favorisé par la proximité de la ville de Meaux et les possibilités de transport par voie fluviale et ferroviaire. Il va se poursuivre tout au long du XXe siècle (usine sucrière, multitude de commerces) et atténuer le caractère rural de la commune.

## Équipements et services

### Eau et assainissement
L’organisation de la distribution de l’eau potable, de la collecte et du traitement des eaux usées et pluviales relève des communes. La loi NOTRe de 2015 a accru le rôle des EPCI à fiscalité propre en leur transférant cette compétence. Ce transfert devait en principe être effectif au 1er janvier 2020, mais la loi Ferrand-Fesneau du 3 août 2018 a introduit la possibilité d’un report de ce transfert au 1er janvier 2026,.

#### Assainissement des eaux usées
En 2020, la gestion du service d'assainissement collectif de la commune de Villenoy est assurée par  le CA du Pays de Meaux (CAPM) pour la collecte, le transport et la dépollution,,.
L’assainissement non collectif (ANC) désigne les installations individuelles de traitement des eaux domestiques qui ne sont pas desservies par un réseau public de collecte des eaux usées et qui doivent en conséquence traiter elles-mêmes leurs eaux usées avant de les rejeter dans le milieu naturel. Le CA du Pays de Meaux (CAPM)La commune assure le service public d'assainissement non collectif (SPANC), qui a pour mission de vérifier la bonne exécution des travaux de réalisation et de réhabilitation, ainsi que le bon fonctionnement et l’entretien des installations,.

#### Eau potable
En 2020, l'alimentation en eau potable est assurée par la commune qui en a délégué la gestion à l'entreprise Suez, dont le contrat expire le 30 juin 2025,,.
Les nappes de Beauce et du Champigny sont classées en zone de répartition des eaux (ZRE), signifiant un déséquilibre entre les besoins en eau et la ressource disponible. Le changement climatique est susceptible d’aggraver ce déséquilibre. Ainsi afin de renforcer la garantie d’une distribution d’une eau de qualité en permanence sur le territoire du département, le troisième Plan départemental de l’eau signé, le 3 octobre 2017, contient un plan d’actions afin d’assurer avec priorisation la sécurisation de l’alimentation en eau potable des Seine-et-Marnais. A cette fin a été préparé et publié en décembre 2020 un schéma départemental d’alimentation en eau potable de secours dans lequel huit secteurs prioritaires sont définis. La commune fait partie du secteur Meaux.

## Population et société

### Démographie
Les habitants sont appelés les Villenoisiens ou Villenoyens.
En 1770, il y avait 85 foyers correspondant à environ 425 habitants.

L'évolution du nombre d'habitants est connue à travers les recensements de la population effectués dans la commune depuis 1793. Pour les communes de moins de 10 000 habitants, une enquête de recensement portant sur toute la population est réalisée tous les cinq ans, les populations de référence des années intermédiaires étant quant à elles estimées par interpolation ou extrapolation. Pour la commune, le premier recensement exhaustif entrant dans le cadre du nouveau dispositif a été réalisé en 2007.

En 2022, la commune comptait 5 073 habitants, en évolution de +8,01 % par rapport à 2016 (Seine-et-Marne : +3,92 %, France hors Mayotte : +2,11 %).
| 1793 | 1800 | 1806 | 1821 | 1831 | 1836 | 1841 | 1846 | 1851 |
| ---- | ---- | ---- | ---- | ---- | ---- | ---- | ---- | ---- |
| 400  | 380  | 398  | 396  | 374  | 422  | 460  | 469  | 473  |

| 1856 | 1861 | 1866 | 1872 | 1876 | 1881 | 1886 | 1891 | 1896  |
| ---- | ---- | ---- | ---- | ---- | ---- | ---- | ---- | ----- |
| 458  | 526  | 609  | 766  | 896  | 913  | 901  | 949  | 1 040 |

| 1901  | 1906  | 1911  | 1921  | 1926  | 1931  | 1936  | 1946  | 1954  |
| ----- | ----- | ----- | ----- | ----- | ----- | ----- | ----- | ----- |
| 1 095 | 1 166 | 1 217 | 1 320 | 1 542 | 1 706 | 1 785 | 1 640 | 1 808 |

| 1962  | 1968  | 1975  | 1982  | 1990  | 1999  | 2006  | 2007  | 2012  |
| ----- | ----- | ----- | ----- | ----- | ----- | ----- | ----- | ----- |
| 1 756 | 1 860 | 1 895 | 2 423 | 2 719 | 3 542 | 3 988 | 4 039 | 4 168 |

| 2017  | 2022  | - | - | - | - | - | - | - |
| ----- | ----- | - | - | - | - | - | - | - |
| 4 903 | 5 073 | - | - | - | - | - | - | - |

## Économie

### Revenus de la population et fiscalité
En 2018, le nombre de ménages fiscaux de la commune était de 1 988 (dont 64 % imposés), représentant 4 805 personnes et la  médiane du revenu disponible par unité de consommation  de 23 530 euros.

### Emploi
En 2017 , le nombre total d’emplois dans la zone était de 1 094, occupant 2 501 actifs  résidants.
Le taux d'activité de la population (actifs ayant un emploi) âgée de 15 à 64 ans s'élevait à 72,8 % contre un taux de chômage de 8,2 %.
Les 19 % d’inactifs se répartissent de la façon suivante : 9,5 % d’étudiants et stagiaires non rémunérés, 4,1 % de retraités ou préretraités et 5,4 % pour les autres inactifs.

### Entreprises et commerces
En 2018, le nombre d'établissements actifs était de 292 dont 
14 dans l’industrie manufacturière, industries extractives et autres, 48 dans la construction, 103 dans le commerce de gros et de détail, transports, hébergement et restauration, 11 dans l’Information et communication, 4 dans les activités financières et d'assurance, 11 dans les activités immobilières, 50 dans les activités spécialisées, scientifiques et techniques et activités de services administratifs et de soutien, 26 dans l’administration publique, enseignement, santé humaine et action sociale et 25  étaient relatifs aux autres activités de services.
En 2019,  56 entreprises ont été créées sur le territoire de la commune, dont 40 individuelles.
Au 1er janvier 2020, la commune disposait de 41 chambres d’hôtels dans un établissement et ne possédait aucun terrain de  camping.

### Agriculture
Villenoy est dans la petite région agricole dénommée les « Vallées de la Marne et du Morin », couvrant les vallées des deux rivières, en limite de la Brie. En 2010, l'orientation technico-économique de l'agriculture sur la commune est la polyculture et le polyélevage.
Si la productivité agricole de la Seine-et-Marne se situe dans le peloton de tête des départements français, le département enregistre un double phénomène de disparition des terres cultivables (près de 2 000 ha par an dans les années 1980, moins dans les années 2000) et de réduction d'environ 30 % du nombre d'agriculteurs dans les années 2010. Cette tendance se retrouve au niveau de la commune où le nombre d’exploitations est passé de 4 en 1988 à 2 en 2010. Parallèlement, la taille de ces exploitations augmente, passant de 122 ha en 1988 à 296 ha en 2010.
Le tableau ci-dessous présente les principales caractéristiques des exploitations agricoles de Villenoy, observées sur une période de 22 ans : 
|                                      | 1988 | 2000 | 2010 |
| ------------------------------------ | ---- | ---- | ---- |
| Dimension économique,                |      |      |      |
| Nombre d’exploitations (u)           | 4    | 3    | 2    |
| Travail (UTA)                        | 14   | 11   | 14   |
| Surface agricole utilisée (ha)       | 488  | 496  | 592  |
| Cultures                             |      |      |      |
| Terres labourables (ha)              | 486  | 490  | s    |
| Céréales (ha)                        | 307  | s    | s    |
| dont blé tendre (ha)                 | 205  | s    | s    |
| dont maïs-grain et maïs-semence (ha) | 96   | s    | s    |
| Tournesol (ha)                       | s    |      |      |
| Colza et navette (ha)                | 0    |      | s    |
| Élevage                              |      |      |      |
| Cheptel (UGBTA)                      | 0    | 0    | 55   |

## Culture locale et patrimoine

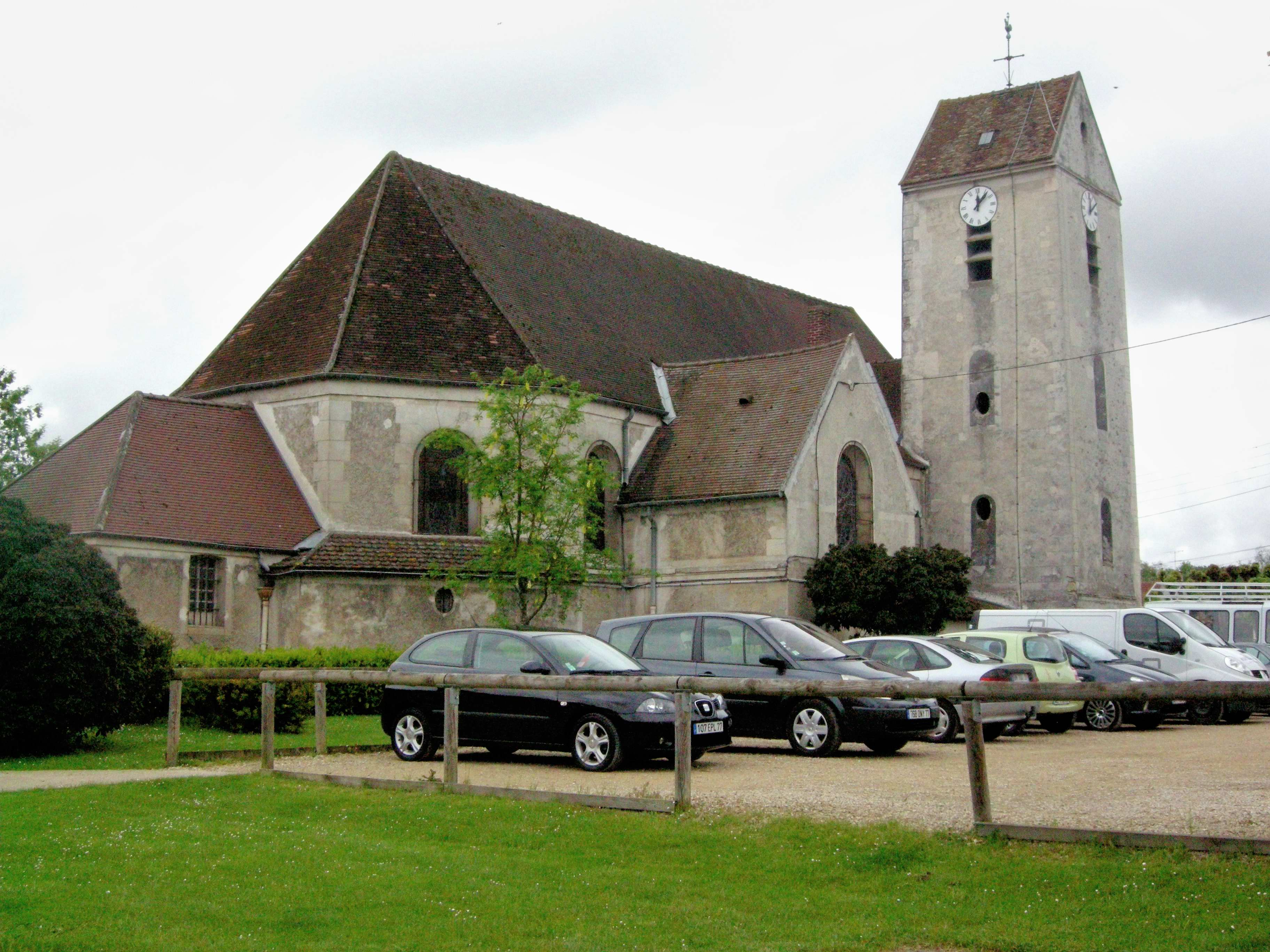
L'église Sainte-Aldegonde.

### Lieux et monuments
- L'église placée sous le vocable de Sainte-Aldegonde, reconstruite au XVIIe siècle contient un tableau de Jean Senelle classé au titre d'objet[58].
- Abri anti-aérien conique pouvant abriter une centaine de personnes. Construit entre 1938 et 1940, restauré en 2013, il était destiné à protéger le personnel de l'usine sucrière voisine (parc de l’Hôtel-de-Ville)[59].
- Les berges du canal de l'Ourcq.
- La rivière la Marne.

### Personnalités liées à la commune
- Louis Augustin Plicque (1772-1822), général des armées de l'Empire, y est né.
- Baron Pelet (1777-1858), général français de l'Empire, a possédé une propriété à Villenoy (devenue l'actuelle mairie). Il fut conseiller général du canton de Meaux de 1848 à sa mort.